# Kunstverein Konstanz
Der Kunstverein Konstanz ist der älteste Kunstverein im Bodenseegebiet und einer der ältesten in Deutschland (an 14. Stelle). Schon bei seiner Gründung im Jahr 1858 war das Interesse vorrangig, in Konstanz ein Forum für zeitgenössische Kunst zu schaffen. Bis heute ist der Kunstverein Konstanz dort die einzige Institution, die ausschließlich Ausstellungen zur Gegenwartskunst anbietet.

## Lage

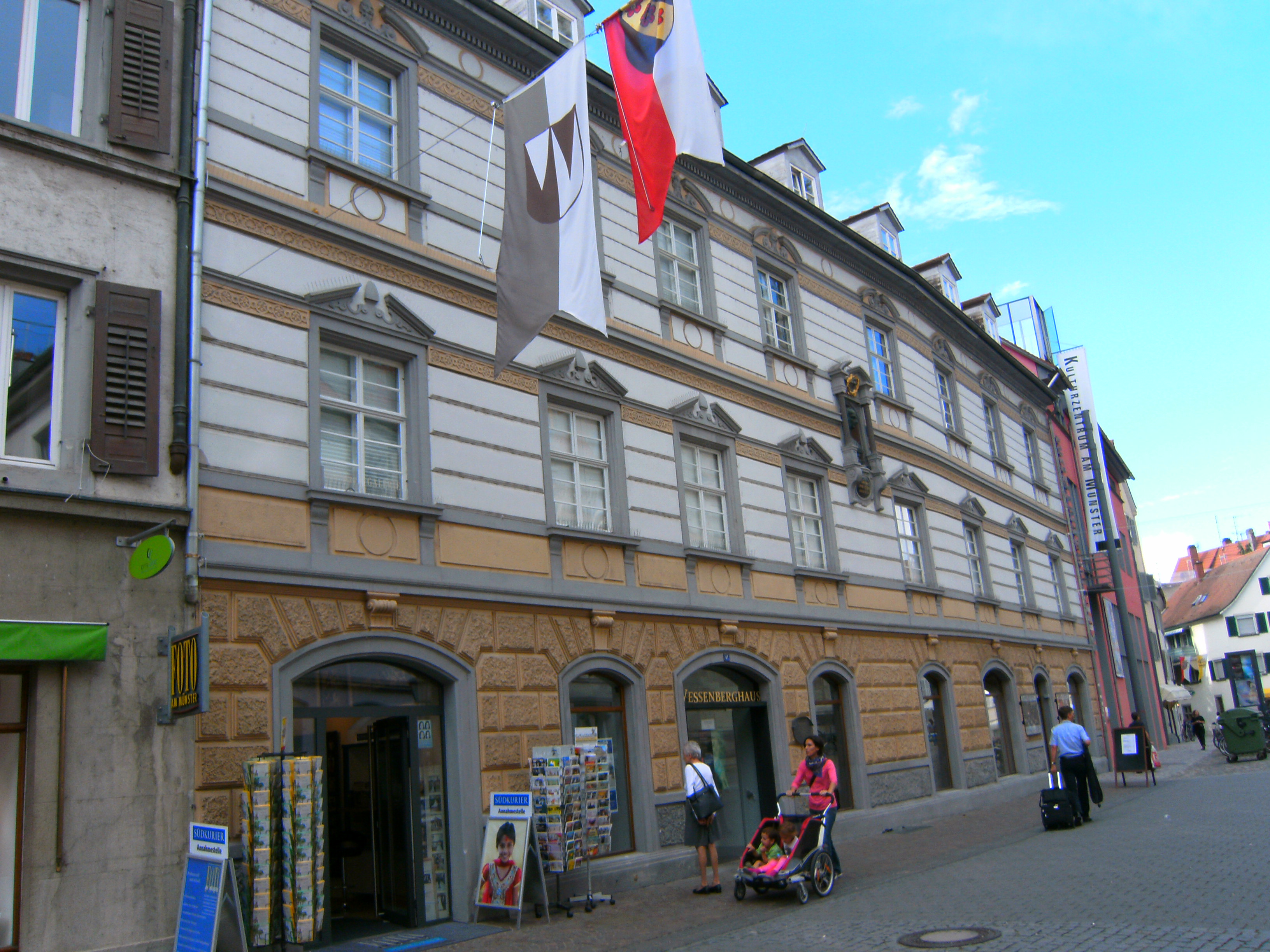
Wessenberghaus in Konstanz

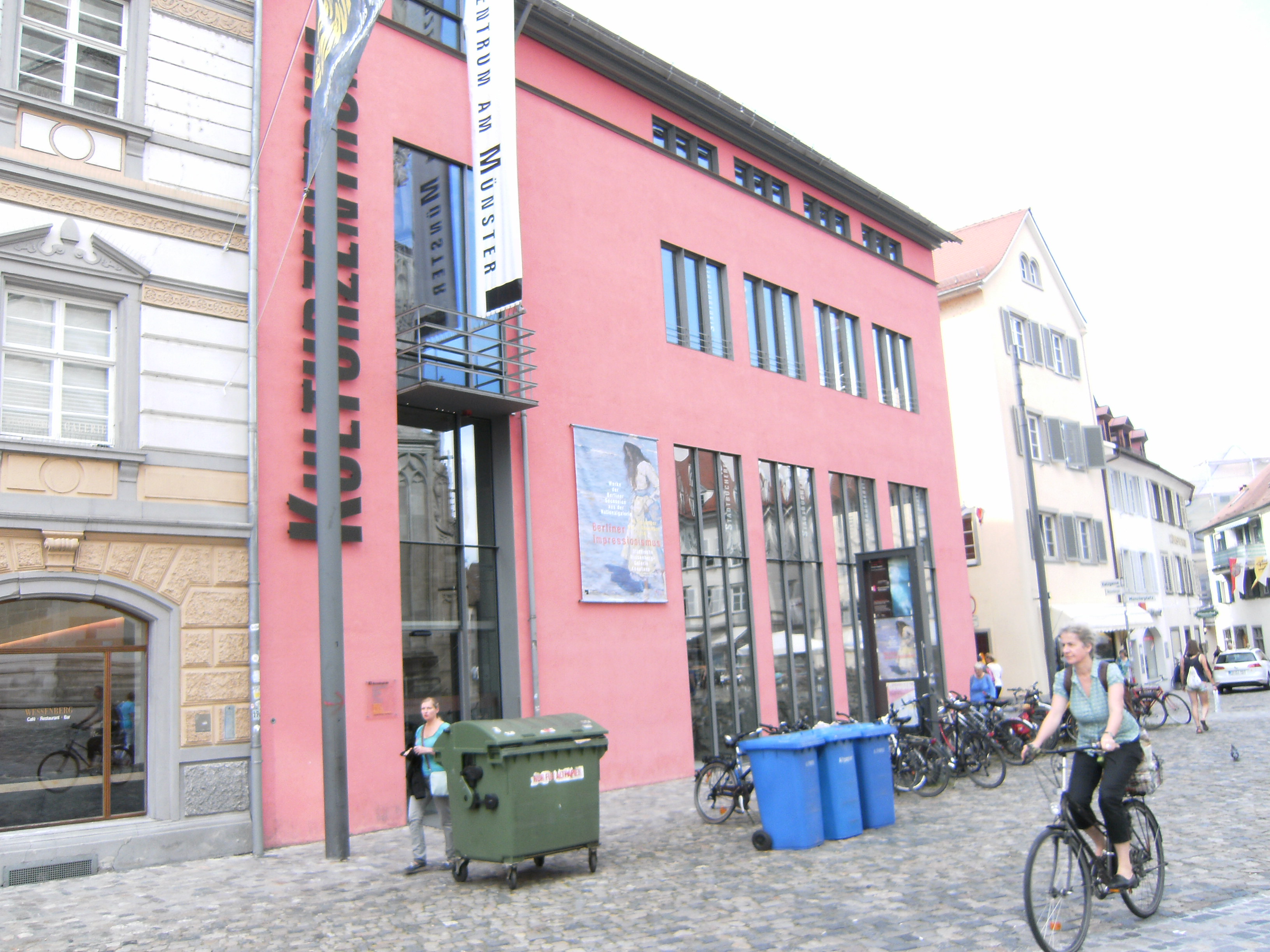
Kulturzentrum am Münster: Eingang zum Kunstverein Konstanz

Seit dem 4. Oktober 1908 bespielt der Kunstverein die eigens errichteten Ausstellungsräume im Rückgebäude des Wessenberghauses. Er ist über den Eingang des Kulturzentrums am Münster in Konstanz, Wessenbergstraße 43 erreichbar.

## Geschichte
Am 14. März 1858 versammelten sich 27 Bürger der Stadt im „Museum“, dem Gesellschaftshaus auf dem südlichen Münsterplatz, mit dem Ziel, den Konstanzer Kunstverein zu gründen. In der ersten Generalversammlung am 24. April 1858 wurde der Verein gegründet: „Der Zweck des Vereins […] ist der: die bildenden Künste in jeder Weise zu fördern, den Kunstsinn zu wecken und zwar insbesondere durch Ausstellungen einzelner Kunstwerke oder ganzer Sammlungen von solchen und, sobald die Mittel dazu hinreichen, auch durch Ankauf von Kunstwerken zur Bildung einer Kunstsammlung oder zur Verlosung unter den Mitgliedern.“
Heute hat der Kunstverein etwa 550 Mitglieder.

## Aktivitäten
Seit über 150 Jahren ist es das vorrangige Anliegen des Kunstvereins Konstanz in Ausstellungen aktuelle und junge Kunst einem breiten Publikum vorzustellen und dieses für die zeitgenössische Kunst sensibilisiert werden. Gleichzeitig werden Künstler und ihre Positionen zu aktuellen Themen aus Kunst und Gesellschaft gefördert.
Das Programm umfasst Ausstellungen anerkannter Künstler aus der Region und allen Bundesländern, aber auch aus den Nachbarländern Schweiz, Liechtenstein und Österreich. In gleichem Umfang werden Positionen junger Künstler gezeigt, und alle zwei Jahre wird gemeinsam mit der Stadt Konstanz der Konstanzer Kunstpreis verliehen. Den Abschluss der insgesamt fünf Ausstellungen im Jahr bildet in der Regel die Mitgliederausstellung. Vorträge, Konzerte, Lesungen und Exkursionen ergänzen das Programm.